# Cueva de La Pasiega
Cueva de La Pasiega är en fornlämning i Spanien.   Den ligger i provinsen Provincia de Cantabria och regionen Kantabrien, i den norra delen av landet, 300 km norr om huvudstaden Madrid. Cueva de La Pasiega ligger 203 meter över havet.
Terrängen runt Cueva de La Pasiega är kuperad, och sluttar norrut. Runt Cueva de La Pasiega är det ganska glesbefolkat, med 42 invånare per kvadratkilometer. Närmaste större samhälle är Torrelavega, 9,4 km nordväst om Cueva de La Pasiega. Omgivningarna runt Cueva de La Pasiega är en mosaik av jordbruksmark och naturlig växtlighet.